# De toorts: staat- en letterkundig weekblad voor Holland, Vlaanderen en Zuid-Afrika
De toorts: staat- en letterkundig weekblad voor Holland, Vlaanderen en Zuid-Afrika verscheen wekelijks tussen 1916 en 1921.
Het tijdschrift was opgericht voor Vlamingen in Nederland die in 1914 voor het oorlogsgeweld waren uitgeweken. De toorts werd het tijdschrift van de radicale tak van de Vlaamse Beweging, na de stopzetting van het dagblad De Vlaamsche Stem (1915-1916). De Vlaamse Beweging verzette zich tegen de passivisten die de Vlaamse taalstrijd wilden opschorten tot de bevrijding van België. De activisten zagen geen bezwaar tegen samenwerking met de Duitse bezetter om bijvoorbeeld een eigen Nederlandstalige universiteit in Gent te kunnen oprichten. Verschillende medewerkers van De toorts oefenden functies uit in het door Duitsland gecontroleerde overheidsapparaat van België. Onder hen was ook dichter René De Clercq, die een functie vervulde in het officieuze parlement Raad van Vlaanderen.
In De toorts verscheen in 1919 een gedicht van Paul van Ostaijen, formeel zijn eerste publicatie in Nederland, hoewel Van Ostaijen in Berlijn woonde. Het blad werd gefinancierd door pro-Duitse, conservatieve Nederlanders. Een van hen was de politicus F.C. Gerretson, als dichter bekend als Geerten Gossaert.